# Himno a la Bandera Bonaerense
El Himno a la Bandera Bonaerense fue escrito en 2010 con motivo del Bicentenario de Argentina y aprobado en 2011.

## Historia
En el año 2010, la profesora de Lengua y Literatura, y escritora, Laura Leonor de la Cruz, ideó a partir de la organización del acto del Día de la Bandera Bonaerense en el Instituto MG, la creación del Himno a la Bandera Bonaerense. Poco tiempo después de ser escrito el himno, contactó al exsecretario de gobierno municipal del Partido de San Martín y candidato a intendente Daniel Ivoskus, a quien le comentó su entonces proyecto. Daniel Ivoskus propició un encuentro de la docente con el gobernador de la Provincia de Buenos Aires Daniel Scioli con el fin de informarle la noticia. El gobernador aprobó el proyecto luego de analizarlo junto al señor D’Amico y el Instituto de Cultura de la Provincia de Buenos Aires.
Se otorgó en 2011, luego de aprobado, un subsidio para la producción de CD y Partituras con el fin de entregarlos a mil colegios de la provincia.
La música la realizó el compositor Estanislao Galerato y la interpretación la realizó la cantante y profesora Claudia Severino Lucaroni.

## Letra
La letra del Himno a la Bandera Bonaerense es la siguiente:

Himno a la Bandera Bonaerense
Letra: Laura Leonor de la Cruz
Música: Estanislao Galerato
I
Llanura, sierra y camino
hicieron de ti el destino
del hombre, el pan y la paz,
la Nación Argentina ennoblece
tu alma con libertad.
II
Buenos Aires de las costas
ríos, mar y litoral,
vientos de lucha y progreso
que suele el honor surcar.
III
Vivan los Buenos Aires
y su bandera al flamear
que opaca el azul del cielo
con destellos de libertad.
IV
Tu girasol y tu rueda
el futuro han de pintar
de un pueblo tan bien nutrido
con trabajo y dignidad.
V
Viva el crisol de culturas!
gente de pueblo y ciudad
que engrandecen a la Patria
y la ayudan a avanzar.
VI
Vivan los Buenos Aires
y su bandera al flamear!
que opaca el azul del cielo
con destellos de libertad.